# Proton Persona (CM)
Proton Persona (CM) — переднеприводной легковой автомобиль малого класса, выпускающийся малайзийской компанией Proton Edar Sdr Holding с 15 августа 2007 по 2016 год, второе поколение автомобилей Proton Persona. Пришёл на смену автомобилю Proton Wira. Вытеснен с конвейера моделью Proton Prevé. Всего было выпущено 250000 экземпляров, по состоянию на 2016 год.

## История

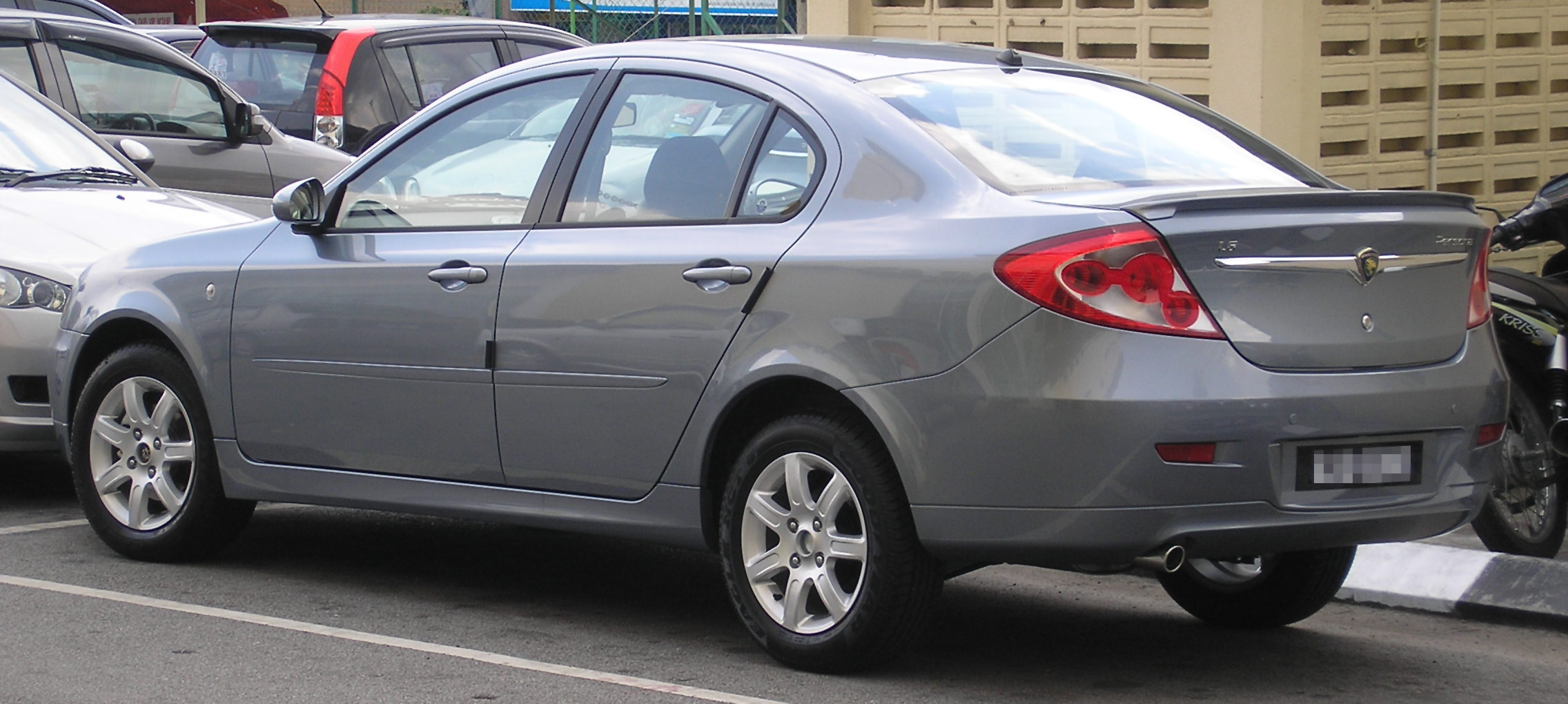
Proton Persona (2007—2010)

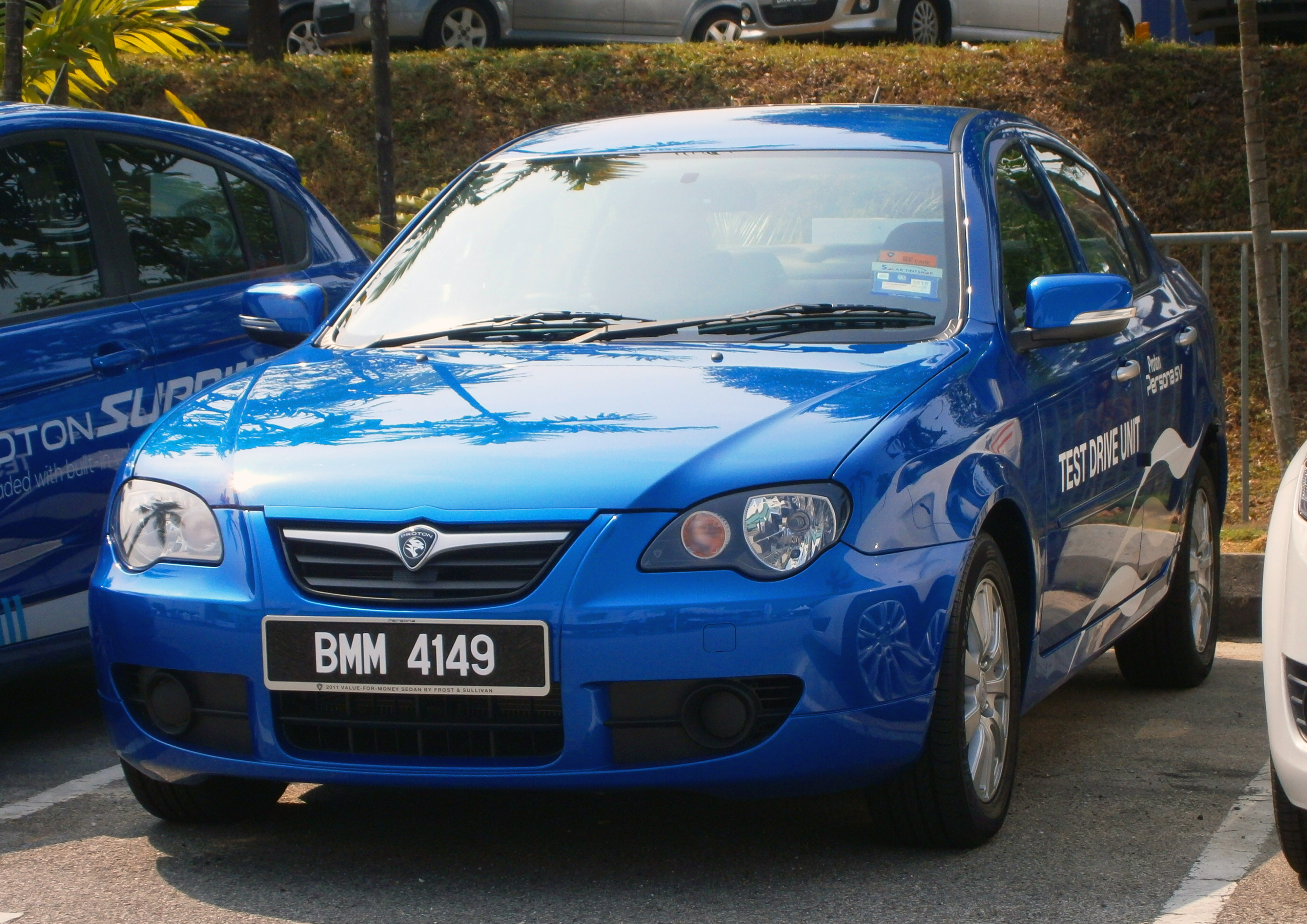
Proton Persona (SV)

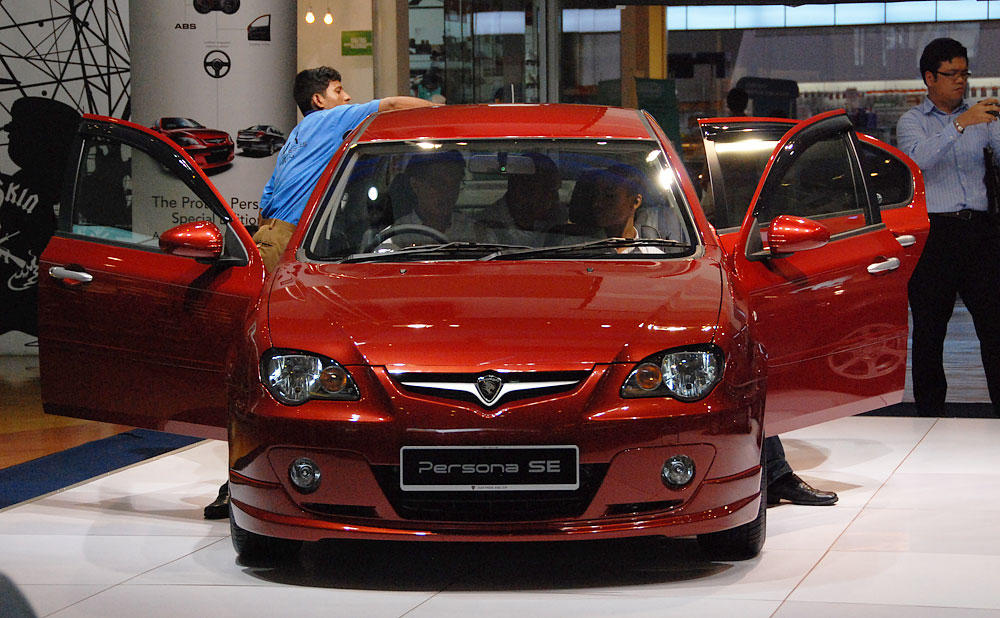
Proton Persona (SE)

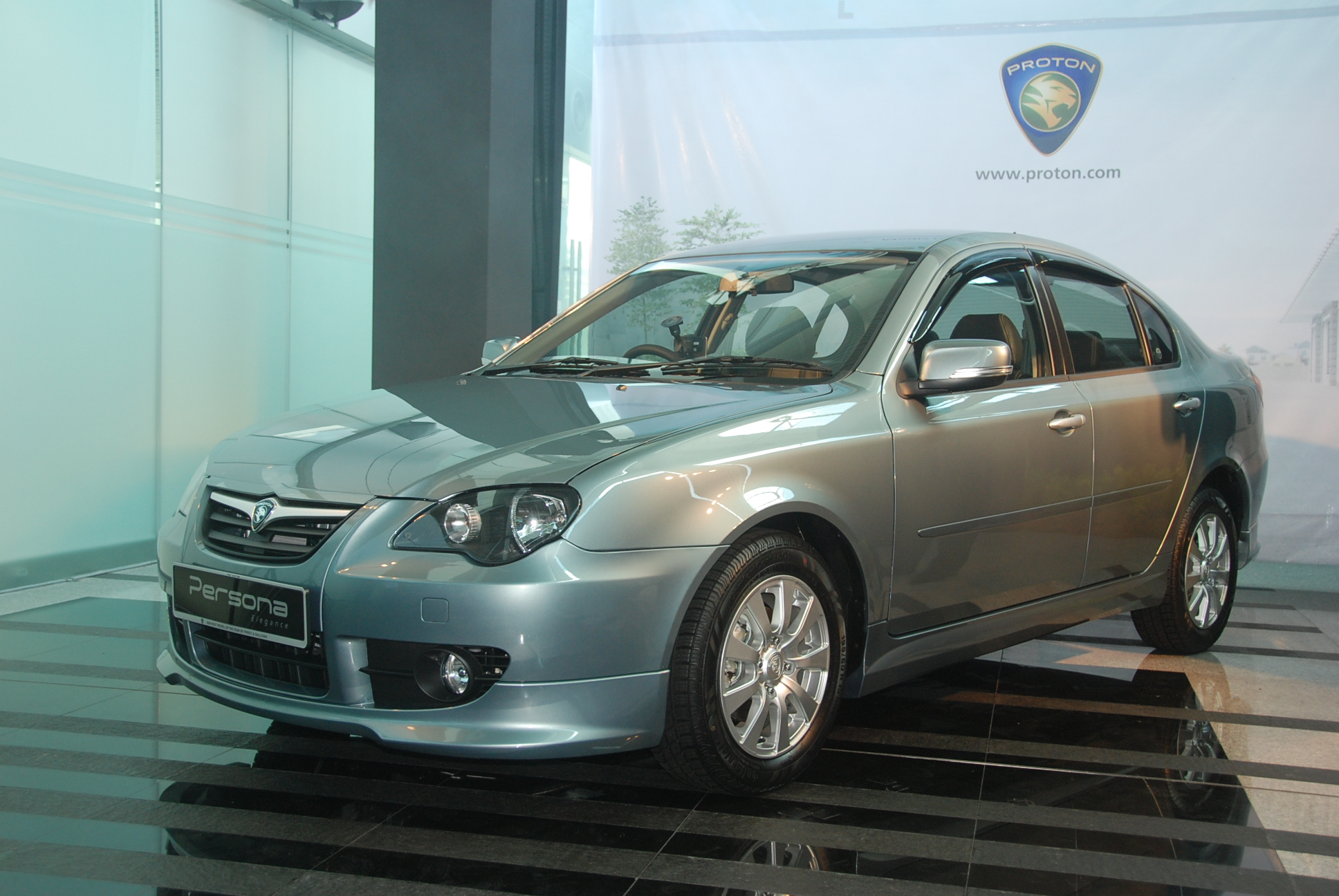
Proton Persona Elegance

Автомобиль Proton Persona (CM) впервые был представлен 15 августа 2007 года, как второе поколение автомобилей Proton Persona. 26 августа 2008 года был налажен выпуск автомобиля премиум-класса. 18 марта 2010 года автомобиль прошёл фейслифтинг и получил название Proton Persona Elegance. У этого автомобиля были переработаны радиаторная решётка, фары, бампера, подвеска и задние фонари, где лампы накаливания уступили место светодиодам. 30 ноября 2013 года был налажен выпуск автомобилей Proton Persona SV (Super Value). Через полгода также был налажен выпуск автомобилей Proton Saga SV. Отличия в том, что у Proton Persona SV в комплекте подушки безопасности, ремни безопасности, дисковые тормоза, антиблокировочная система и система распределения тормозных усилий. В июле 2014 года был налажен выпуск вариант H-Line Executive с новыми колёсами. Производство завершилось в 2016 году.

## Галерея

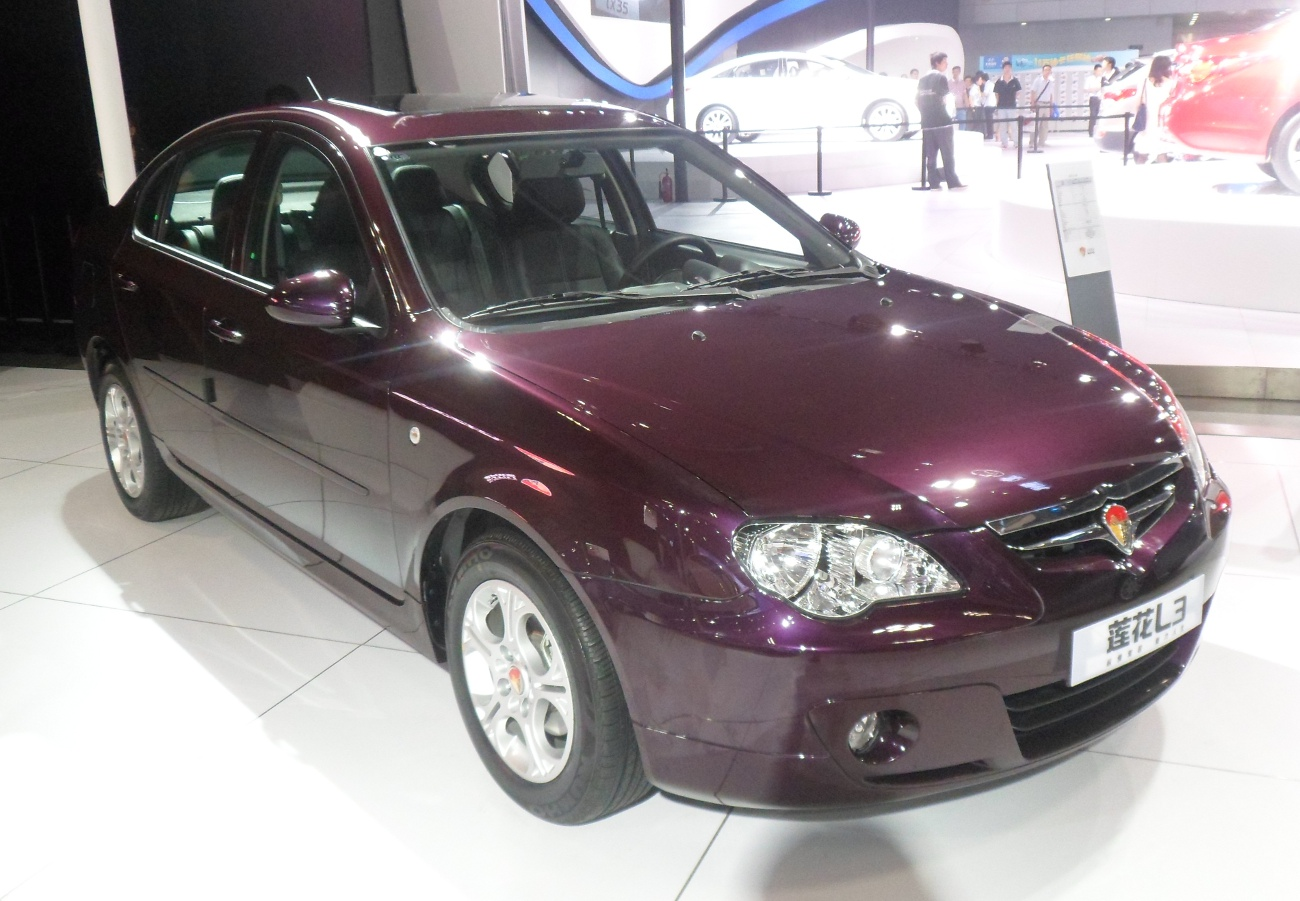
Youngman Lotus L3
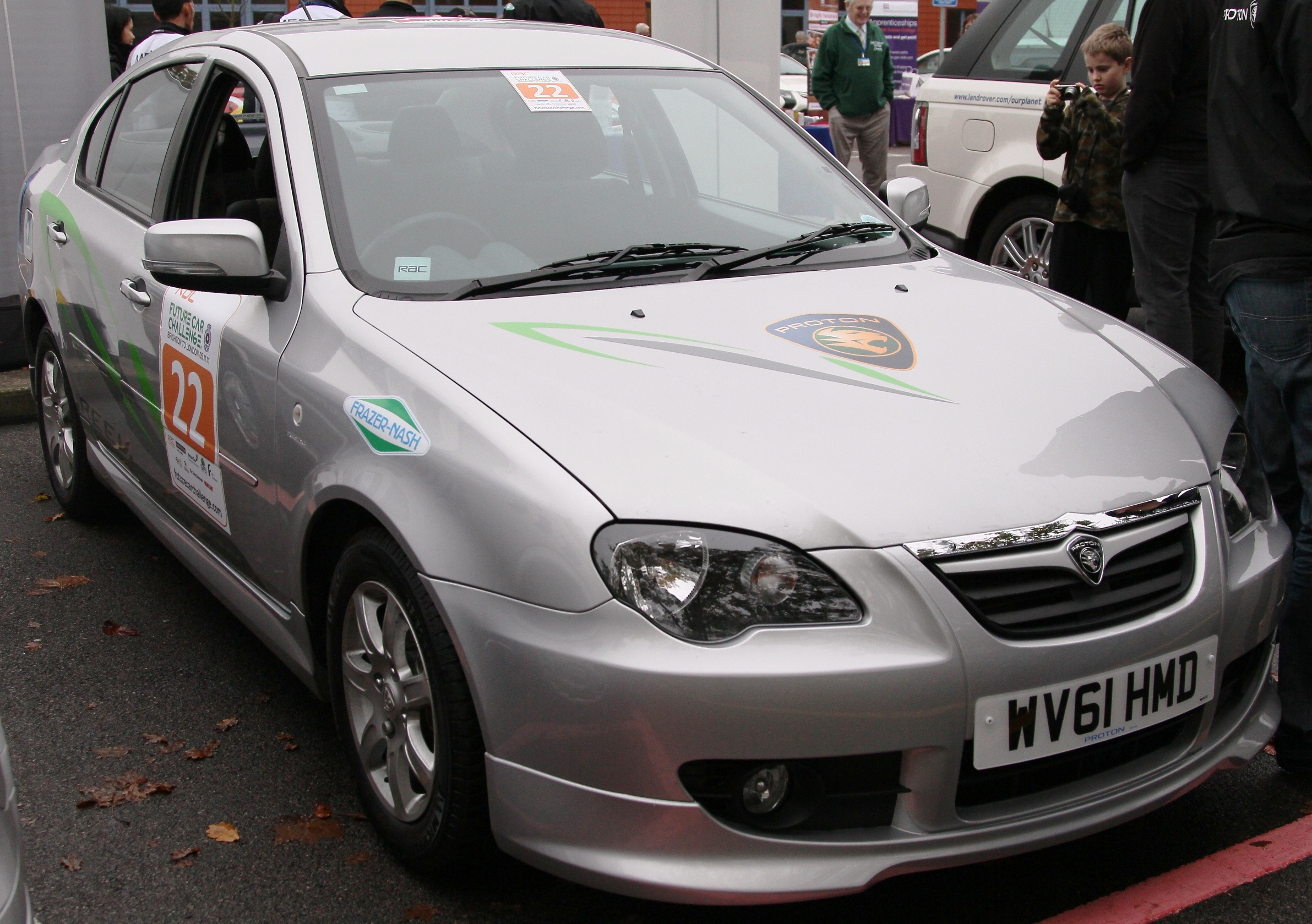
Proton Persona REEV
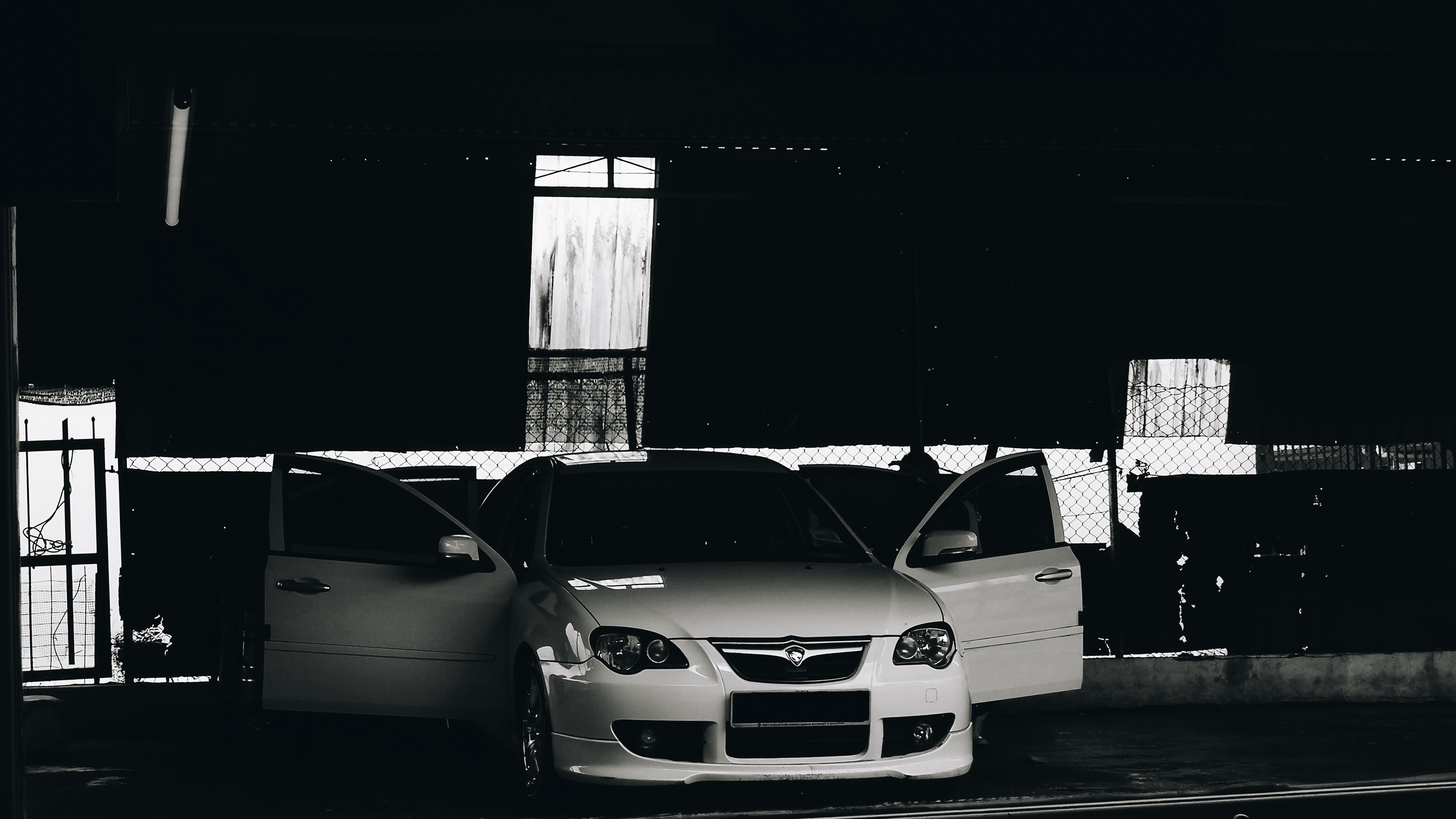
Белый Proton Persona после фейслифтинга (двери открыты)